# Milchhai
Der Milchhai (Rhizoprionodon acutus) ist eine Art der Scharfnasenhaie (Rhizoprionodon) innerhalb der Requiemhaie (Carcharhinidae). Die Art ist in gemäßigten bis tropischen Gewässern Afrikas, Asiens und Australiens in Küstennähe verbreitet. Sein Name leitet sich von der Annahme im indischen Raum ab, dass der Verzehr des Fleisches dieses Hais die Milchproduktion stillender Mütter anregt.

## Aussehen und Merkmale

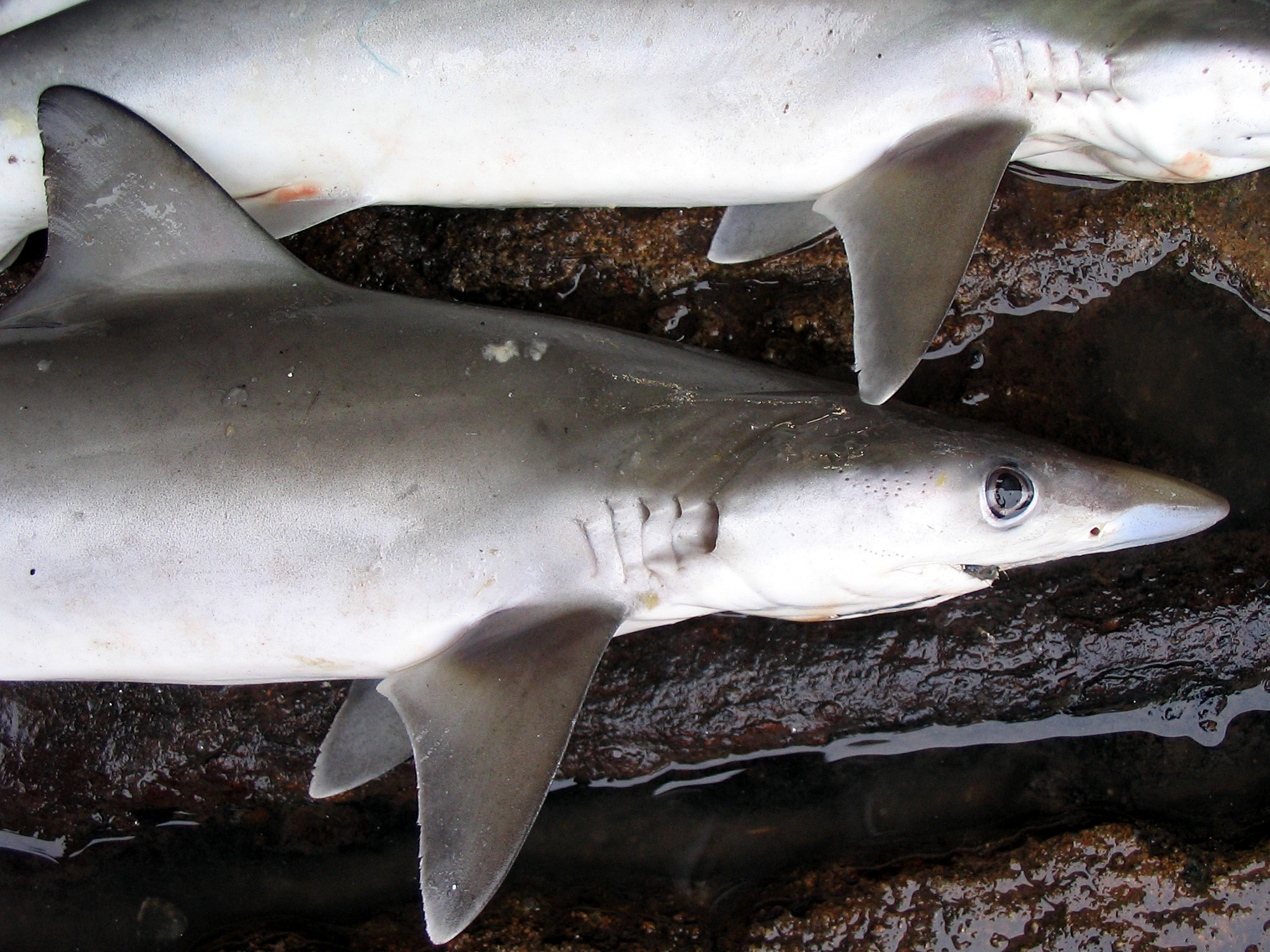
Michhai

Der Milchhai ist ein mittelgroßer Hai mit einer durchschnittlichen Körperlänge von etwa 110 cm und einer Maximallänge von mehr als 178 Zentimeter. Er hat eine grau, grau-braune bis violettbraune Körperfarbe und eine weißliche Bauchregion ohne Musterung. Die Hinterränder der Brust-, Bauch-  und Analflossen sowie des unteren Lobus der Schwanzflosse sind hell, bei Jungtieren sind die Flossenspitzen und der obere Schwanzflossenlobus schwarz.
Die Schnauze ist lang und das Maul von unten betrachtet breit parabolisch mit kurzen Labialfalten. Die Augen sind groß und befinden sich relativ weit oben am Kopf.
Er besitzt eine Afterflosse und zwei Rückenflossen. Dabei ist die erste Rückenflosse deutlich größer als die zweite und liegt leicht vor oder über den freien Enden der Brustflossen. Die Analflosse ist etwas größer als die sehr kleine zweite Rückenflosse und zeichnet sich durch verlängerte Anal-Kiele aus. Die Schwanzflosse besitzt einen verhältnismäßig kurzen unteren und langen oberen Lobus mit deutlichem Endlappen. Wie alle Arten der Gattung besitzen die Tiere fünf Kiemenspalten und haben kein Spritzloch, die 4. und 5. Kiemenspalte befinden sich oberhalb des Brustflossenansatzes. Ein Interdorsalkamm ist nur leicht ausgebildet und entsprechend kaum zu erkennen.

## Lebensweise
Der Milchhai ist eine Flachwasserart und ernährt sich räuberisch vor allem von verschiedenen Fischen der Uferzonen, außerdem jagt er Krebstiere, Schnecken und Tintenfische. Die Haie sind lebendgebärend und bilden eine Dottersack-Plazenta aus (plazental vivipar). Die Weibchen bekommen in einem Wurf zwischen zwei und fünf Jungtiere mit einer Länge von etwa 25 bis 40 cm. Mit etwa zwei Jahren und einer Körperlänge von etwa 70 cm sind die Tiere geschlechtsreif.

## Verbreitung

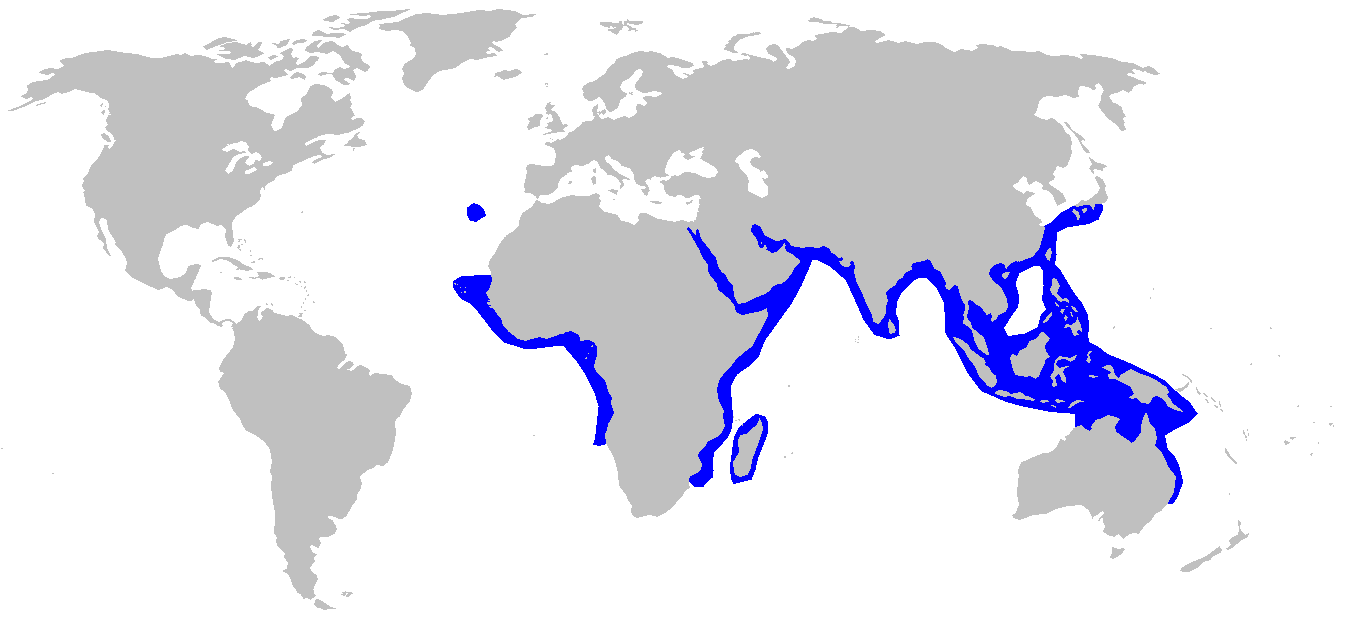
Verbreitungsgebiete des Milchhais

Der Milchhai ist in subtropischen bis tropischen Gewässern in Küstennähe verbreitet. Er ist vor allem an den Küsten Afrikas, Südasiens, Südostasiens und Nordaustraliens zu finden. Der Hai  dringt jedoch wahrscheinlich auch gelegentlich in das Mittelmeer ein, wobei bislang nur ein Fang eines 72 cm langen Weibchens vor Taranto, Italien, im Jahr 1984 dokumentiert ist. Sein Lebensraum befindet sich im Bereich des Kontinentalschelfs in mittleren Wassertiefen bis zum Grund in 0 bis 200 Metern Tiefe. Auch im Bereich von Sandstränden und in Ästuaren ist er anzutreffen.

## Bedeutung für den Menschen

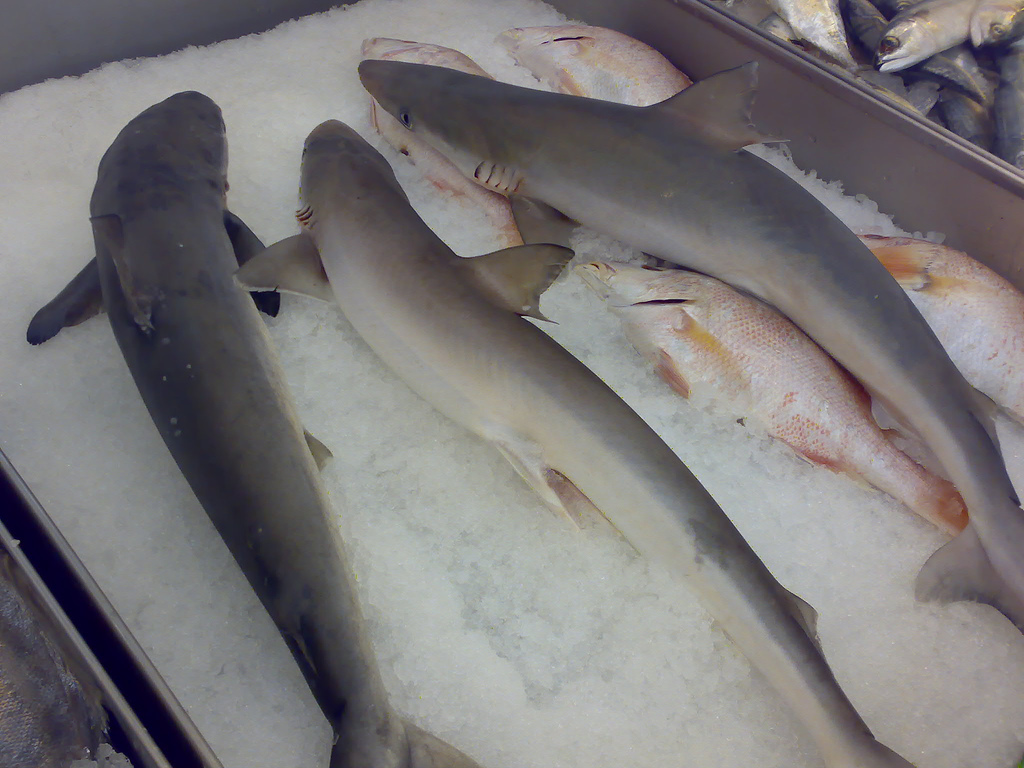
Milchhaie werden kommerziell gefangen.

Der Milchhai wird generell als harmlos eingestuft, im Regelfall meidet er Begegnungen mit Schwimmern und Tauchern. Er wird relativ häufig gefangen und gegessen, eine Abschätzung der Gesamtfangzahlen oder des Einflusses auf die Population existiert nicht. Eine Bedrohung der Bestände liegt vor, in der Roten Liste der IUCN wird er als gefährdet eingestuft. Sein Bestand wird dort als abnehmend beschrieben.

## Belege
1. ↑  di Maddalena & Bänsch 2005, S. 212.
2. ↑  M. Pastore, E. Tortonese: Prima segnelazione in Mediterraneo dello squalo Rhizoprionodon acutus (Ruppell). Thallasia Salentina 14, S. 11–15; Nach: de Maddalena & Bänsch 2005; S. 212
3. ↑  Rhizoprionodon acutus in der Roten Liste gefährdeter Arten der IUCN 2020.